# Les Mohicans de Babel
Pour les articles homonymes, voir Mohican.
Les Mohicans de Babel est un roman de Gaston Leroux, paru en 1928. Il a été publié initialement en feuilleton dans Le Journal, puis aux éditions Baudinière.
L’intrigue de ce roman est reprise en partie des Mohicans de Paris d’Alexandre Dumas.

## Résumé
L’histoire se déroule entre les deux guerres. Milon-Lauenbourg est un homme riche qui possède une entreprise implantée dans toute l’Europe et dont la banque est très puissante. C’est ainsi qu’il est devenu ministre, ce qui renforce encore sa position.
Ses amis ne comprennent pas qu’il prenne des maitresses alors qu’il a une femme ravissante. Ce qu’ils ne savent pas, c’est qu’il a monté une sombre histoire financière pour forcer son père à la lui donner en mariage. Pour sauver sa famille, la jeune femme a accepté le mariage mais, dès le lendemain de la nuit de noces, elle s’est refusée à son mari, en lui disant que ce sera sa vengeance. Depuis presque 20 ans qu’ils sont mariés, elle lui a toujours refusé sa porte.
Milon a donc des excuses pour ses écarts de conduites mais, lorsqu’il séduit la secrétaire de son bras droit, il passe les bornes. Même si celle-ci est une arriviste qui a essayé de séduire le collaborateur pour le dépouiller, il y avait d’autres moyens pour avoir les yeux du vieil homme en train de se ruiner pour elle. Le secrétaire ne s’en remet pas et décide qu’il ne sera vengé que lorsqu’il aura mis dans son lit la propre femme de son patron. Pour ce faire, il monte la plus grande escroquerie jamais imaginée. Il trafique les livres de compte pour faire croire que son patron est à la tête d’un réseau criminel international. Néanmoins, comme il ne s’enrichit pas par tous ces crimes, déposant secrètement l’argent sur les comptes de son patron, c’est ce dernier qui va être accusé par le presse et, bien qu’il soit innocent, sa famille lui demande de se suicider. Comme il hésite, il n’est pas sûr qu’il ne soit pas aidé dans cette tâche.
Avant cela, il surprend son secrétaire avec sa femme. L’homme a en effet tout organisé. Il a seulement négligé la réaction violente du mari qui tue la jeune femme. Comme il a fini par tomber amoureux d’elle, cela va l’achever et sur son lit de mort, il révèle secrètement que c’est lui qui a tout organisé pour que l’on accuse son patron de malversation, mais que l’on ne pourra rien prouver.